# Айтмухаметов, Тамас Калмухаметович
Тамас Калмухаметович Айтмухаметов (род. 1939 год, Красноярский район, Астраханская область) — казахстанский юрист, первым занимал должность Председателя Верховного Суда Республики Казахстан.

## Биография
1966—1972 гг. — член Павлодарского областного суда.
1972—1973 гг. — заместитель прокурора г. Павлодар.
1973—1974 гг. — прокурор Индустриального района г. Павлодар.
1974—1978 гг. — первый заместитель прокурора Павлодарской области.
1978—1983 гг. — начальник отдела по надзору за прохождением уголовных дел в судебных органах Прокуратуре Казахской ССР.
1983—1984 гг. — заведующий отделом сектора суда и юстиции административно-организационного отдела ЦК Компартии Казахстана.
1984—1993 гг. — Председатель Верховного Суда Казахской ССР и первый Председатель Верховного Суда Республики Казахстан.
Награждён знаком отличия «Құрметті судья».